# Blitz-adás (Így jártam anyátokkal)
A Blitz-adás (eredetileg angolul Blitzgiving) az Így jártam anyátokkal című amerikai televízió-sorozat hatodik évadának tizedik epizódja. Eredetileg 2010. november 22-én vetítették, míg Magyarországon 2011. szeptember 19-én.
Ebben az epizódban az úgynevezett „Blitz-átok” továbbszáll, miután a banda együtt tölt egy estét az egyik régi ismerősükkel. Ennek köszönhetően Zoeyval töltik a hálaadást.

## Cselekmény
|  | Alább a cselekmény részletei következnek! |

Ted izgatott, mert életében először ő tarthatja a hálaadási vacsorát, és erre egy specialitással készül: a pupulykaka nem más, mint egy nagy pulykában sütött kisebb pulyka. De amikor le akar lépni a bárból, a többiek figyelmeztetik, nehogy úgy járjon, mint a Blitz. Blitz nem más, mint a régi kolis haverjuk, Steve Henry, aki hírhedtté vált arról, hogy túl korán lelépett a bulikból és ezért mindig fantasztikus dolgokról maradt le. Ő maga a Blitz-átok elszenvedője, ugyanis nem ő volt az első – mert az átok mindig továbbszáll, és az egész egy Matt Blitz nevű srácnál kezdődött, aki pont azelőtt hagyta ott a kolit, hogy az koedukált lett volna.
Ted tagadja, hogy a lelépése ilyen következményekkel járna. Mégis, másnap arra ébred, hogy a többiek a rumlis lakásban alszanak, és ha ez nem lenne elég, Zoey pedig a fürdőkádban. Kiderül, hogy előző este a banda összefutott vele, és bár nagyon szerették volna utálni, végül összebarátkoztak, mert hát részegek is voltak egy kicsit, és Zoey felismerte Lilyben a festőt. Aznap este fantasztikus dolgok történtek, és még Steve is felbukkant, aki örült neki, hogy az átok leszállt róla. Ted kevésbé örül ennek, mert a feneketlen bulizásban tönkretették a sütőt és így nem tudja megcsinálni a specialitását. Próbálják Barneynál, Marshalléknál, de még Steve-nél is, de sehol nem lehet sütni. Lily azt javasolja, menjenek és kérdezzék meg Zoeyt, hiszen végső soron miatta történt minden. Az odaúton Barney külön taxival megy, ami elég ahhoz, hogy az átok átszálljon rá és most ő maradjon le dolgokról.
Zoey örömmel fogadja a csapatot, noha Teddel fagyos a viszonyuk. Mivel az előző este küldtek egy csúnya képet egy ismeretlennek, aki viszonozta azt nekik, tőle kérdezik meg, így látatlanban, hogy mi a teendő. Az illető azt mondja, hogy az ellenségekből is lehetnek jóbarátok. A dolgok mégis elfajulnak, amikor Ted a gonosz mostohához hasonlítja Zoeyt a Hamupipőkéből, ezért mindannyiukat kidobja. A taxiban Lily megmutatja, hogy elcsórta Zoey egy plüsspulykáját. Jobban megnézve azon egy cetli van, azt egy bizonyos Hannah-nak szánták. Ted rájön, hogy a gonosz mostohás megjegyzése azért lehetett olyan bántó, mert Hannah a mostohalánya, aki nem akarja együtt tölteni vele a hálaadást. Visszamennek a lakásba, hogy megbeszéljék a dolgokat. Eközben Barney, aki mindebből kimarad, még azt sem veszi észre az átok miatt, hogy Zoey ott sétál előtte félmeztelenül. Ted bocsánatot kér és meg is kapja, a csapat pedig leül, és elkészítik a pupulykakát. Jövőbeli Ted elmondja, hogy ettől kezdve lettek barátok Zoeyval.
Az epizód végén Barneyról visszaszáll az átok Steve-re, ugyanis lemarad arról, hogy a liftben egy nőről leszakad a ruha.
|  | Itt a vége a cselekmény részletezésének! |

## Kontinuitás
- A kartonpapírból készült sütő Barney lakásában egy újabb példa arra, hogyan marja el az egyéjszakás kalandjait, hogyan veszi el a kedvüket attól, hogy maradjanak („A világ legjobb párosa”).
- Lily ismét igazságosztóként viselkedik, mint a „Jogi praktikák” című részben, amikor ellopja Zoey pulykáját.
- A kollégiumi visszatekintésben Ted és Marshall ismét „szendvicset esznek”, ami Jövőbeli Ted eufemizmusa a marihuána-fogyasztásra.
- Marshall és Lily lakásában azért nem lehet sütni, mert mindent beborít a szennyvíztelep szaga („Beboszetesza”).
- Zoey megemlíti, hogy Lily festményeit a neten találta. A weboldalt Marshall készítette „A költözés” című részben.
- Az „Én szeretem New Jersey-t” című részben Ted hasonlóan átkozódik, mint a Blitz, amikor lemarad izgalmas dolgokról azért, mert New Jerseyben van.
- Az első Blitz neve megegyezik azzal a személlyel, akiről Marshall beszél „A Taktikai Könyv” című részben. Valószínűbb azonban, hogy ez egy másik személy.
- A banda hálaadási közös fényképén Barney megint lenyűgözően jól néz ki, Marshall viszont hülye fejet vág. Ez a „Mosolyt!” című epizód egyik témája volt.

## Jövőbeli visszautalások
- Ted, az „Ó, Drágám!” című részben kezd el érzéseket táplálni Zoey iránt, amikor felfedezi, hogy ő és a Kapitány elváltak. A folyamatban lévő válásra ebben a részben Zoey keserűen céloz is, amikor Ted megemlíti, hogy jövőre majd oda tudja adni Hannah-nak a pulykát.

## Érdekességek
- Ted azt mondja, hogy nyolc éve (azaz 2002 óta) utálja Renée Zellwegert. Lily szerint ez az „Én, a nő és plusz egy fő” című film miatt van, ami viszont 2006-ban jött ki.
- Az „Oké Király” című részben Ted azt állítja, hogy utálja a parádékat – ebben a részben már megváltozik a véleménye.
- A Steve-et játszó Jorge Garcia korábban a „Lost – Eltűntek” című sorozatban szerepelt, és rengeteg utalás van is erre ebben az epizódban. A telefonszáma 4815162342, ezen kívül azt állítja, olyan a Blitz-átok, mintha egy örökkévalóságig élne egy szigeten.
- Utalás történik a „Buffy, a vámpírok réme” című sorozatra is, melyben pedig Alyson Hannigan játszott. A Blitz egy ködszerű alakként száll tovább, amely hasonló ahhoz, ahogyan a másik sorozat „Csend” című epizódjában elhagyják a testet a "The Gentlemen" nevű gonoszok. A banda és Zoey közös kurjongatása, amelyet Ted nem ért (hiszen ő kihagyta az előző estét) is rájuk céloz, de csak az angol változatban, a magyar szinkronban ez „Úri muri” lett.
- Érdekesség, hogy Zoeyt a gonosz mostohához hasonlítják. Jennifer Morrison később az „Egyszer volt, hol nem volt” című sorozat főszereplője lett, melyben Jorge Garcia is játszott.

## Vendégszereplők
- Jennifer Morrison - Zoey
- Joe Nieves - Carl
- Jorge Garcia - Steve Henry (a Blitz)
- Audra Griffis - lány
- Roger Narayan - Babak
- Craig Cackowski - Cabbie
- Rachele Brooke Smith - piros ruhás nő

- „Blitz-adás” az Így Jártam Anyátokkal Wiki-n